# 會田勝美
會田 勝美（あいだ かつみ、1944年 - 2023年1月8日）は、日本の水産学者。学位は、農学博士。東京大学名誉教授。東京大学大学院農学生命科学研究科長・農学部長。

## 人物
長年にわたり魚類・甲殻類の成熟・産卵の内分泌調節機構に関する研究に取り組む。日本水産学会の理事、評議員、編集委員長を歴任し、2006年度から4年間は同学会の会長を務めた。2023年1月8日死去。叙正四位、瑞宝中綬章追贈。

## 略歴
- 1968年　東京大学農学部卒業
- 1973年　東京大学大学院農学系研究科博士課程修了・農学博士
- 1973年　東京大学農学部助手
- 1977年　カリフォルニア大学バークレー校博士研究員
- 1980年  東京大学農学部助教授
- 1989年　東京大学農学部教授
- 1996年　東京大学大学院農学生命科学研究科教授
- 2003年　東京大学大学院農学生命科学研究科長・農学部長
- 2007年　東京大学名誉教授

## 公職
- 日本水産学会会長
- 農学会会長
- 日本農学アカデミー副会長
- 草加市教育委員会委員
- 埼玉県内水面漁場管理委員会会長

## 著作

### 編著
- 『Eel Biology』,Springer,2003
- 『魚類生理学の基礎』,（編著）恒星社厚生閣,2002
- 『動物生産学概論』,（編著）文永堂出版,1996